# Burning Earth
Burning Earth è il secondo disco del gruppo musicale heavy metal greco Firewind.

## Tracce
Tutte le musiche sono composte da Gus G., tutti i testi sono scritti da Stephen Fredrick, tranne dove notato
1. Steal Them Blind – 4:58
2. I Am the Anger (Chastain, Gus G.) – 3:45
3. Immortal Lives Young – 6:50
4. Burning Earth (Chastain, Gus G.) – 4:00
5. The Fire and the Fury (Strumentale) (Gus G.) – 5:24
6. You Have Survived – 5:26
7. Brother's Keeper – 4:40
8. Waiting Still – 4:04
9. The Longest Day (Chastain, Gus G.) – 5:20
10. Still the Winds (Bonus track dell'edizione giapponese) – 2:13

## Formazione
- Stephen Fredrick – voce
- Gus G. – chitarra, tastiera
- Petros Christo – basso
- Stian L. Kristoffersen – batteria